# Faro z Meaux
Święty Faro albo Burgundofaro z Meaux (zm. 675) – frankoński święty katolicki i prawosławny. Biskup Meaux w latach 625–637.

## Biografia
Był synem hrabiego Agnerica, dworzanina króla Teodeberta II. Pochodził z religijnej rodziny. Wśród jego rodzeństwa byli późniejszy św. Waldebert (mnich z Luxeuil), św. Burgundofara (założycielka i pierwsza przełożona opactwa w Faremoutiers) oraz św. Chagnoald (biskup Laon).
Faro spędził młodość na dworze króla Teodoberta II, służył też jego następcy Teuderykowi, a następnie Chlotarowi II. Swoje wpływy i pozycję wykorzystywał by pomagać potrzebującym oraz wstawiać się za skazanymi. 
Pod wpływem siostry Burgundofary (późniejszej świętej) zdecydował się służyć Bogu. Za obopólną zgodą rozstał się ze swoją żoną Blidechildą, która także pragnęła poświęcić się modlitwie, i wstąpił do zakonu benedyktynów w Meaux. Z czasem został biskupem w Meaux. Funkcję tę pełnił w latach 625–637. 
Jako biskup zbudował klasztor w Estrouanne, w pobliżu portu w kanale angielskim z Wissant. Ofiarował też pustelnikowi Fiakrowi (późniejszemu świętemu) miejsce w Breuil, w regionie Brie, gdzie Fiakier założył oratorium ku czci Najświętszej Marii Panny, hospicjum.